# Owain Brogyntyn
Owain Brogyntyn († nach 1215) war ein Lord des walisischen Fürstentums Powys Fadog.
Er war ein illegitimer Sohn von Madog ap Maredudd. Die Stadt und Herrschaft Oswestry in Shropshire war von 1149 bis 1157 im Besitz seines Vaters. Owain wuchs im nahegelegenen Dorf Porkington auf, das auf Walisisch Brogyntyn genannt wird und wonach er seinen Beinamen erhielt. Nach dem Tod seines Vaters und seines ältesten Halbbruders Llywelyn wurde Powys 1160 zwischen seinen beiden Halbbrüdern Gruffydd Maelor I und Owain Fychan sowie seinem Cousin Owain Cyfeiliog und ihm aufgeteilt. Er erhielt Dinmale, Edeirnion und Penllyn in Nordwales. Wie sein Vater unterhielt er gute Beziehungen zum englischen König Heinrich II., denn er bezog bis 1169 eine königliche Pension. Owain stiftete Ländereien für die drei Zisterzienserabteien Basingwerk, Valle Crucis und Strata Marcella Abbey.
Er war mit Margaret, einer Tochter von Einion ap Seisyll von Mathafarn verheiratet. Er hatte fünf Söhne, Bleddyn, Iorwerth, Gruffydd, Cadwgan und Hywel. Owains Nachfahren blieben bis zum Ende des 13. Jahrhunderts, also auch noch nach der englischen Eroberung von Wales Herren von Edeirnion und Dinmale.